# Glenn Fabry
Glenn Fabry (Islington, 24 maart 1961) is een Britse comicmaker die vooral bekendstaat om zijn vele geschilderde covers, maar ook (in veel mindere mate) binnenwerk schildert en tekent. Vanwege zijn geboortejaar noemden zijn ouders hem naar astronaut John Glenn.

## Werk
Fabry's eerste wapenfeit in de comicwereld was tekenwerk op de titel Slaine in het Britse striptijdschrift 2000 AD, samen met schrijver Pat Mills. Met Mills deed hij ook de krantenstrip Scatha (1987). Hij ging over op schilderwerk in Crisis, Revolver en Deadline. In 1991 brak hij door bij een groter publiek toen hij covers maakte voor de Amerikaanse titel Hellblazer, destijds geschreven door Garth Ennis en met binnenwerk van Steve Dillon.
Hetzelfde Hellblazertrio begon in 1995 met dezelfde taakverdeling aan de serie Preacher. Ook maakte hij binnenwerk voor de op dat moment door Ennis geschreven titels The Authority en Thor. In 2003 tekende Fabry een verhaal in de door steeds wisselende teams gemaakte serie Endless Nights, gebaseerd op Neil Gaimans Sandman. De Brit maakte met schrijver Mike Carey een comicadaptie van Gaimans' boek (en televisieserie) Neverwhere (2006).
Zelf is Fabry liefhebber van het werk van Moebius, Frank Frazetta, Richard Corben en Hunt  Emmerson. Op De Stripdagen in Breda van 1996 vertelde hij dat het ooit de bedoeling was dat hij Storm van Don Lawrence over zou nemen, maar dat Lawrence terugkwam op zijn beslissing om ermee te stoppen. Lawrence bleef de titel uiteindelijk maken tot aan zijn dood in 2003.

## Prijzen
- Will Eisner-award 1995 - beste coverartiest (voor Hellblazer)
- Will Eisner-award 2004 - beste anthologie (voor The Sandman: Endless Nights)